# Ningaui
Ningaui és un gènere de petits marsupials de la família dels dasiúrids. Juntament amb els ratolins marsupials del gènere Planigale, són els marsupials més petits. Estan relacionats amb Sminthopsis i estan limitats a regions àrides d'Austràlia.
Totes les espècies del gènere són caçadors nocturns d'invertebrats. Físicament s'assemblen als ratolins o altres rosegadors petits, però se'ls pot distingir pel seu musell puntat. El gènere Ningaui fou un dels últims gèneres de marsupials australians en ser definit, quan foren descobrits per sorpresa el ratolí marsupial de Ride (N. ridei) i el ratolí marsupial de Tim Ealey (N. timealey) el 1975.
El terme "ningaui" es refereix a una criatura de la mitologia aborigen.